# Batalla de Qalamun
La batalla de Qalamun fue una batalla de la guerra civil siria, librada en la región de Qalamun. La batalla empezó el 15 de noviembre de 2013, en un intento por el Ejército Sirio de cortar las rutas de suministro de los rebeldes entre Damasco y el Líbano y de asegurar la carretera entre Damasco y Homs. La batalla estuvo liderada principalmente por el Frente al-Nusra en el bando rebelde.

## Trasfondo

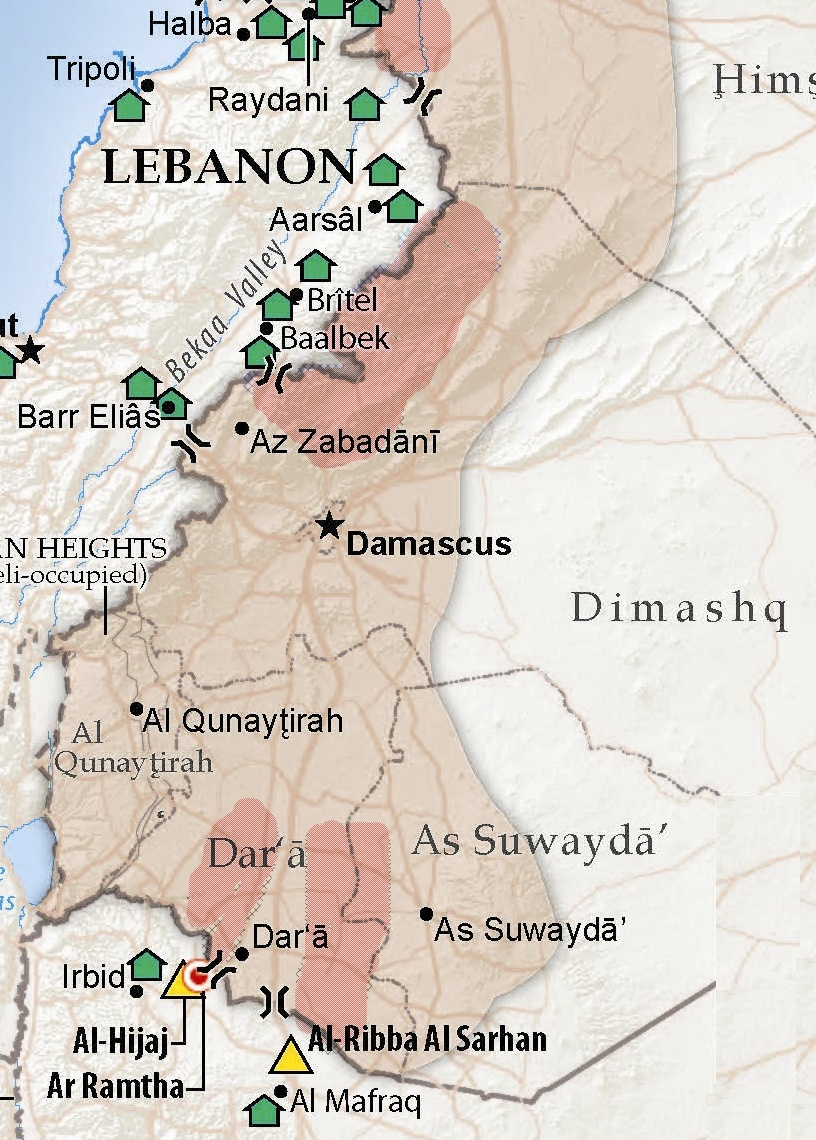
Situación en el sur de Siria en junio de 2012. Al noroeste de Damasco se puede apreciar la región de Qalamun, controlada entonces por el Ejército Libre Sirio.
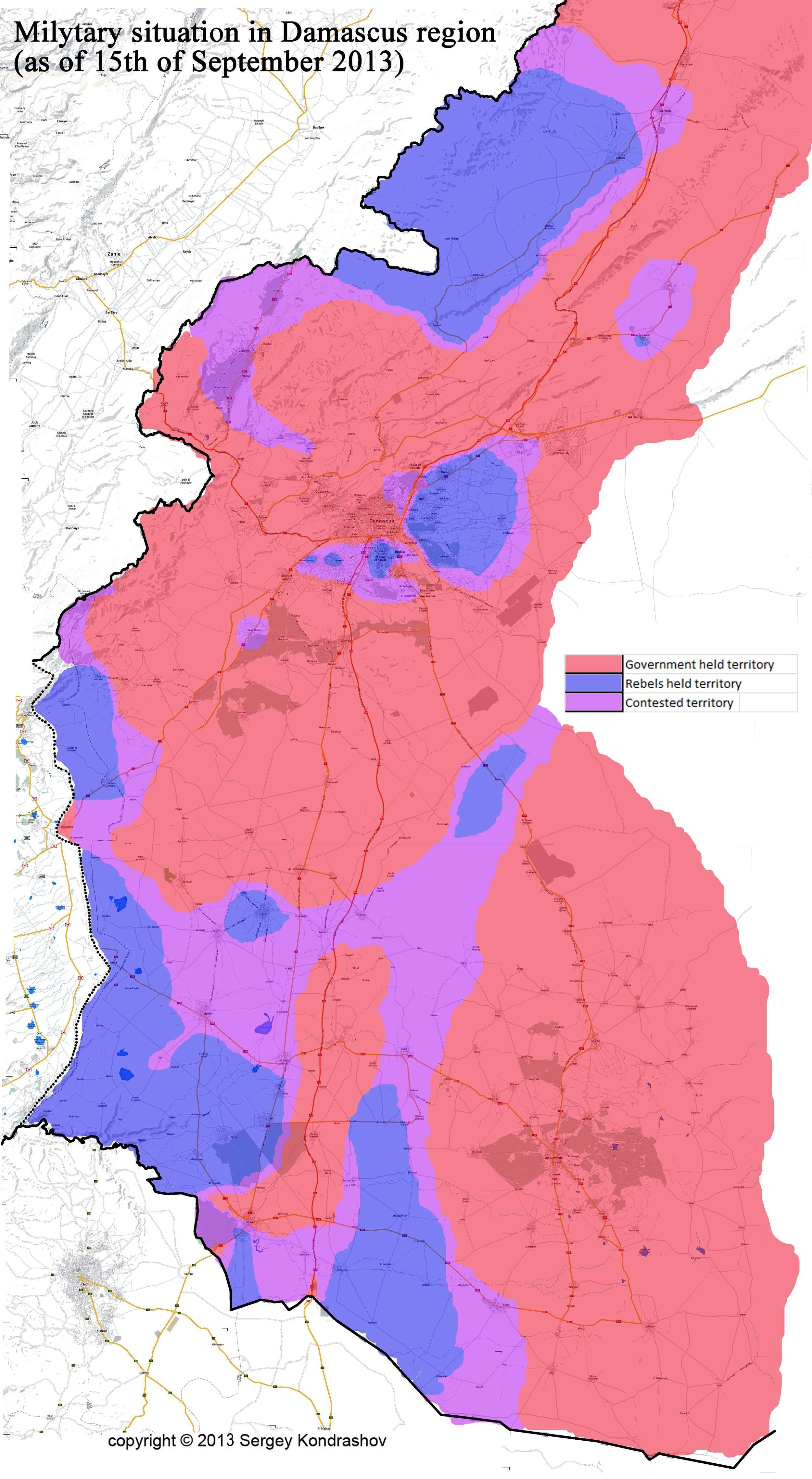
Situación en la región de Damasco en septiembre de 2013. De nuevo, se observa la región de Qalamun controlada por rebeldes.

### Interés estratégico
Qalamun es una región montañosa y escabrosa localizada al este del Valle de Bekaa, en el Líbano. Durante la guerra, la región se convirtió en un punto clave para ambos bandos. Por parte del gobierno, en ella transcurría la carretera M5, que conectaba la capital de Siria, Damasco, con Homs, formando un corredor. Consolidar el poder alrededor de Homs era una prioridad, ya que el corredor representaba un enlace importante entre las ciudades centrales del país y la costa mediterránea (y por tanto las ciudades de Latakia y Tartus), de mayoría alauita y partidaria del Presidente Bashar al-Asad. Las fuerzas gubernamentales tenían también una gran cantidad de depósitos de armas en el área.
Por parte de los opositores su importancia consistía en el enlace con el pueblo libanés de Arsal, cuya población es de mayoría suní y generalmente ha apoyado a los rebeldes durante el curso de la guerra. Desde este pueblo los rebeldes podían suministrarse, refugiarse y preparar ataques contra posiciones gubernamentales en las afueras septentrionales de Damasco usando la región de Qalamun como base en la retaguardia.

### Desarrollo de la guerra
Desde mediados de 2012, los grupos rebeldes, en especial el Ejército Libre Sirio (ELS), actuaron con relativa impunidad en los pueblos dispersos por las montañas Qalamun. A pesar de la gran presencia del gobierno en una serie de grandes instalaciones militares flanqueando la base de las montañas, en al-Qutayfa, ad-Dumayr y an-Nasiryeh, los rebeldes capturaron Yabrud, Asal al-Ward, Rankous y Talflita. En Yabrud, se formó un consejo democrático para gestionar las necesidades básicas del pueblo, y a diferencia del resto del país, no se enfrentaron de manera regular al gobierno.
Entre abril y junio de 2013, el gobierno organizó una gran ofensiva en la zona de al-Quseir, culminando con la captura de la ciudad, localizada varias docenas de kilómetros al norte de las Montañas Qalamun. Hezbolá jugó un papel decisivo en la ofensiva. Tras la derrota, numerosos rebeldes se retiraron hasta la zona de Qalamun, aumentando la presencia de combatientes: de 5 000 iniciales a unos 25 000-40 000 en otoño. Como consecuencia, la presencia de grupos islamistas salafistas se incrementó.
Durante la ofensiva de al-Quseir, los rebeldes de Qalamun se habían centrado en atacar convoyes gubernamentales que salían de Damasco hacia el norte. En cambio, durante el verano, aprovechando el mayor número de luchadores, varios grupos rebeldes empezaron a lanzar operaciones militares más agresivas contra bases y depósitos de armas gubernamentales. El cambio de estrategia puede atribuirse a las tácticas de combate irregulares, como los coches bomba, y a la mayor presencia de combatientes islamistas.

### Movimientos previos
A principios de agosto de 2013 ocurrieron varios enfrentamientos esporádicos entre el Ejército Sirio y las fuerzas rebeldes, cuando varios grupos rebeldes como el Frente al-Nusra (afiliado a al-Qaeda), Ahrar al-Sham, Liwa al-Islam y Liwa al-Tawhid, atacaron el depósito de armas de Danha. En septiembre, Liwa al-Islam y Ahrar al-Sham atacaron la Base de la 81.ª Brigada en ar-Ruhaiba.
A principios de septiembre de 2013, el Frente al-Nusra atacó la ciudad cristiana de Malula, localizada en la periferia de las Montañas Qalamun. La organización islamista vandalizó iglesias y amenazó a los habitantes locales a convertirse al islam o ser decapitados. Unos días más tarde, el ejército consiguió recuperar el control del pueblo.
A mediados de octubre, varios grupos islamistas invadieron y atacaron otro pueblo cristiano, Sadad, matando al menos a 46 civiles. De nuevo, las fuerzas gubernamentales repelieron el ataque.
A pesar de la insistencia de Hezbolá por combatir en Qalamun justo después de la victoria en al-Quseir, la preparación para la batalla se pospuso hasta finales de octubre, según algunas fuentes, debido a los riesgos de una posible intervención internacional en Siria en agosto y septiembre. Durante octubre, las fuerzas de Hezbolá se prepararon para la futura ofensiva, posicionándose frente a la región de Qalamun en el lado libanés de la frontera. Como respuesta, los rebeldes islamistas reforzaron los pueblos de la región con aproximadamente 20 000 combatientes. Los rebeldes llevaban meses atrincherándose, y habían preparado una red de cuevas y búnkeres en las montañas.

## Ofensiva de 2013
En esta ofensiva, el objetivo primordial del gobierno era asegurar la carretera M5 en el tramo entre Qara y Yabrud. Hezbolá, por su parte, buscaba cortar las operaciones logísticas entre Arsal y Qalamun.

### Batalla y captura de Qara
La ofensiva no se inició por sorpresa. El gobierno sirio emitió un aviso indicando que iban a atacar a las fuerzas rebeldes en el área de Qara. Entre el 15 y el 17 de noviembre de 1200-1.700 familias, el 90% de la población de Qara, huyeron del pueblo y cruzaron la frontera para dirigirse al pueblo libanés de Arsal.
El 15 de noviembre, el ejército lanzó su ofensiva contra Qara y el día siguiente múltiples ataques aéreos golpearon el pueblo rebelde. También estallaron combates cerca de los pueblos de An-Nabek y Rima. Los enfrentamientos provocaron el cierre de la carretera entre Damasco y Homs. Las fuerzas rebeldes en el área se movilizaron para contrarrestar la ofensiva del Ejército.
El 17 de noviembre, las fuerzas gubernamentales se trasladaron hacia las colinas alrededor de Qara e intentaron atacar el pueblo directamente, contando con el apoyo de más bombardeos aéreos. También se usó artillería para atacar el pueblo. A pesar de los constantes intentos y el bombardeo continuo, por la tarde el Ejército había sido incapaz de avanzar.
El 18 de noviembre, las tropas gubernamentales continuaron con la ofensiva y capturaron varias posiciones importantes en Qara, según el diario progubernamental al-Watan. La Fuerza Aérea realizó varios ataques en las Montañas de Qalamun y Yabrud, y los medios progubernamentales aseguraron que el Ejército controlaba ya grandes zonas de Qara. Un hombre que huyó de Qara al Líbano describió el ataque e indicó que "Qara está acabada". Agentes de seguridad de Oriente Medio señalaron que había pocas señales aún de una gran acumulación de material acorazado necesario para llevar a cabo un asalto frontal en la región de Qalamun. Especularon que el gobierno podría haber concluido que la disminución de los suministros a los rebeldes desde el Líbano significaba que un ataque frontal completo no valía la pena el coste.
El 19 de noviembre, las fuerzas gubernamentales tomaron el control completo de Qara. Los rebeldes se retiraron del pueblo y se dirigieron hacia An-Nabek y Deir Atiya.

### Ataque rebelde en Deir Atiya
El 20 de noviembre, se llevaron a cabo una serie de ataques suicidas contra fuerzas gubernamentales en An-Nabek y Deir Atiya. Un suicida se hizo explotar con su coche en un punto de control militar, y otro explotó cerca de una sede de seguridad, ambos lugares en las afueras de An-Nabek. En otro incidente, dos saudíes intentaron hacer explotar el hospital de Basel, en Deir Atiya, pero fueron descubiertos por soldados lealistas. En el ataque al punto de control, siete soldados murieron y cinco fueron heridos, mientras que varios soldados más murieron en el ataque contra el hospital. Al explotar los suicidas saudíes, cinco combatientes rebeldes entraron en el hospital en un intento de destruir material médico y secuestrar a un oficial del Ejército herida y al equipo de televisión de Ijbariya al-Suriya. Sin embargo, fueron reducidos por el Ejército y el oficial y el equipo se salvaron. Mientras tanto, ocho rebeldes murieron en varios enfrentamientos en las zonas rurales que rodean Deir Atiya.
El 22 de noviembre, las fuerzas rebeldes, lideradas por los grupos yihadistas Estado Islámico y Frente Al-Nusra, invadieron y capturaron casi en su totalidad el pueblo cristiano de Deir Atiya. Solo permanecieron en control gubernamental el hospital de Basel y una pequeña colina.
El 25 de noviembre, el Ejército empezó a desplegar tropas en Deir Atiya, como preparación para la recaptura del pueblo, y pronto lanzó un contraataque. El día siguiente, la Fuerza Aérea atacó An-Nabek, matando a siete personas, incluyendo tres niños. Mientras, el ministro de Sanidad de Siria, Saad al-Nayef, acusó a los rebeldes de cometer una masacre en Deir Atiya, matando a "cinco doctores, cinco enfermeras y dos conductores de ambulancia." Por su parte, los activistas de la oposición confirmaron la muerte de cinco doctores y cuatro enfermeras en los enfrentamientos en el hospital.
El 27 de noviembre, cuatro combatientes de Hezbolá murieron en los enfrentamientos en Qalamun. Uno de ellos era sobrino del Ministro de Agricultura del Líbano y miembro importante de Hezbolá, Husein Hayy Hasán. En este momento, empezaron combates en el área de Malula, un pueblo cristiano controlado por el gobierno.
El 28 de noviembre, el Ejército recapturó Deir Atiya, y los combates continuaron en las zonas rurales cercanas.

### Avance del Ejército en An-Nabek y combates en Malula

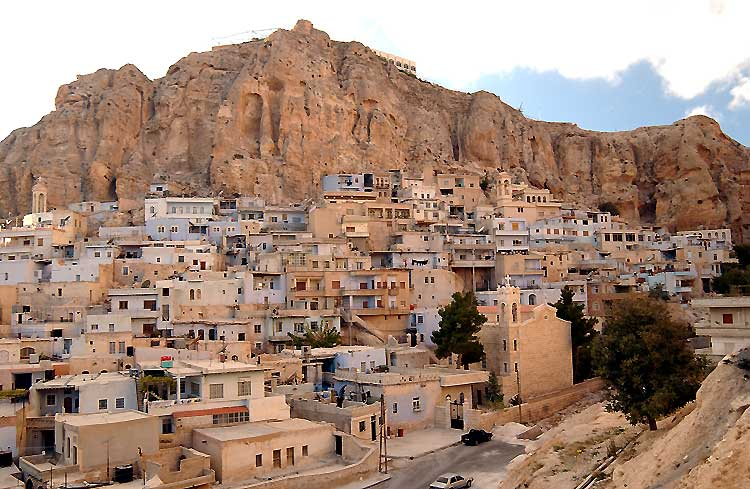
Malula en 2005

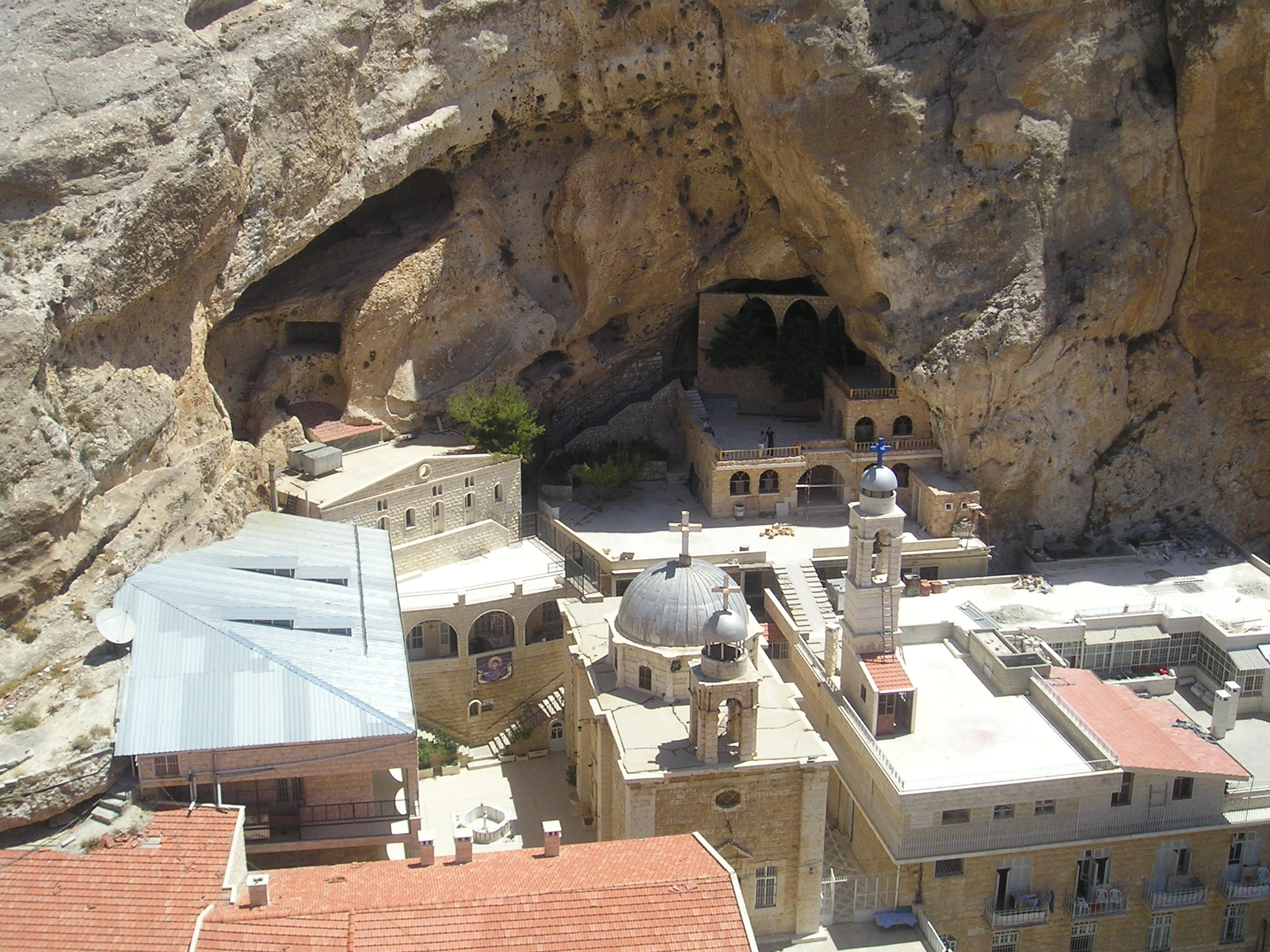
Convento de Mar Takla, en Malula

El día 28, además de recapturar Deir Atiya, las fuerzas gubernamentales entraron también en An-Nabek, enfrentándose a las tropas rebeldes cercanas. Una fuente militar explicó que si el pueblo era capturado, al Ejército le quedaría solo Yabrud y algunos otros pueblos para bloquear por completo la frontera con el Líbano y evitar así el flujo de suministros y rebeldes.
El 29 de noviembre, el Ejército bombardeó las posiciones rebeldes en el pueblo, tras detener su avance. Las fuerzas gubernamentales detuvieron a docenas de personas en la parte occidental capturada de An-Nabek.
La noche del 29 de noviembre, las fuerzas rebeldes atacaron Malula, en un intento de capturarla y cortar los suministros del Ejército entre Damasco y An-Nabek. A principios de septiembre ya habían intentado capturar el pueblo, aunque el Ejército había conseguido recuperarlo en poco tiempo. A primera hora del día siguiente, los rebeldes irrumpieron en la ciudad y capturaron el convento de Mar Takla, localizado al oeste de Malula. Mientras, An-Nabek, fue golpeada por varios ataques aéreos. La Fuerza Aérea atacó también Yabrud.
El 1 de diciembre, los combates en Malula estaban concentrados en el casco antiguo del pueblo. Un terrorista suicida atacó un punto de control de la policía en la carretera de Damasco-Homs, cerca de An-Nabek, matando a cinco combatientes gubernamentales. Una fuente de seguridad siria, por su parte, aseguró que el Ejército había capturado el 60% de An-Nabek.
El 2 de diciembre, los rebeldes se movieron al centro de Malula, después de lanzar neumáticos llenos de explosivos precipitándose desde las colinas por encima de la ciudad contra las fuerzas de seguridad desplegadas allí. Los rebeldes consiguieron capturar el casco antiguo de Malula. El Ejército y las milicias progubernamentales lucharon durante el día para tratar de recapturar el distrito. Varias monjas del monasterio fueron tomadas como rehenes por los luchadores yihadistas y, según un portavoz de la Santa Sede, las 12 monjas ortodoxas sirias y libanesas fueron llevadas a la fuerza al norte, en dirección a Yabrud. Por la noche, los rebeldes consiguieron tomar el control total del pueblo, y continuaron enfrentándose con las fuerzas gubernamentales en sus afueras. Tras la captura del pueblo, tres cristianos de Malula fueron ejecutados por los rebeldes tras negarse a convertirse al islam. Mientras, el Ejército capturó gran parte de An-Nabek y continuaron avanzando en el pueblo durante el día siguiente. Debido a los avances, el Ejército reabrió la carretera Damasco-Homs.
El 3 de diciembre el Ejército envió refuerzos a Malula para unirse a las fuerzas gubernamentales que se encontraban en las afueras del pueblo e intentar retomarlo. El 6 de diciembre, los bombardeos de las fuerzas gubernamentales mataron a 18 personas, incluyendo niños, en un refugio subterráneo, en An-Nabek. La oposición aseguró que las tropas gubernamentales habían quemado los cuerpos "en un intento de ocultar su crimen". El día siguiente, el número de fallecidos aumentó a 40.
Según la prensa iraní, el 7 de diciembre, el Ejército aseguró las afueras de An-Nabek, y el 8, consiguió avanzar y capturar varios sectores del pueblo. El día siguiente, la mayor parte de la carretera Damasco-Homs fue asegurada, aunque, según el OSDH, los rebeldes continuaron lanzando ataques a lo largo de la carretera.
El 10 de diciembre, el Ejército consiguió capturar por completo An-Nabek, enfrentándose en las afueras, al este del pueblo, contra un pequeño reducto de resistencia rebelde. Los medios estatales hicieron un reportaje en directo desde la plaza principal y el centro de An-Nabek. Según un periódico favorable al gobierno, 100 rebeldes murieron o fueron capturados durante la batalla por el pueblo.
El 11 de diciembre, las fuerzas gubernamentales bombardearon las afueras de Yabrud y la zona de Rima, así como las afueras de An-Nabek. También se llevaron a cabo varios ataques aéreos contra Yabrud. A fecha del 15 de diciembre, los medios gubernamentales indicaron que el Ejército estaba preparado para atacar el pueblo. Sin embargo, la ofensiva contra Yabrud se haría esperar dos meses.

## Interludio
El 21 de diciembre, Hezbolá emboscó a un grupo de rebeldes del Frente Al-Nusra en el lado libanés de la frontera, en Wadi al-Yamala, en las afueras de Nahle, un área montañosa enfrente de la región de Qalamun. Los rebeldes estaban tratando de infiltrarse en el Líbano desde Siria por un paso fronterizo ilegal. 32 rebeldes y un combatiente de Hezbolá murieron, y otro miembro de Hezbolá fue herido.
El 27 de diciembre, el Ejército realizó otra emboscado a una fuerza rebelde en una zona montañosa entre Malula y Yabrud, dejando a 65 rebeldes muertos y 20 heridos. El mismo día, 15 personas murieron por minas terrestres en la zona entre Yabrud y An-Nabek.
El 19 de enero de 2014, más de 60 rebeldes murieron en una emboscada por las fuerzas gubernamentales, mientras estaban intentando atacar el pueblo cristiano de Sednaya.
El 30 de enero, varios informes indicaban que el Ejército se estaba preparando para empezar la batalla por el control de Yabrud. En las granjas de Rima estallaron violentos enfrentamientos entre el Ejército y los rebeldes. Mientras, los militares capturaron las colinas cercanas a Al-Neaymat y Al-Abboudieh, a lo largo de la frontera libanesa.

## Ofensiva renovada de 2014

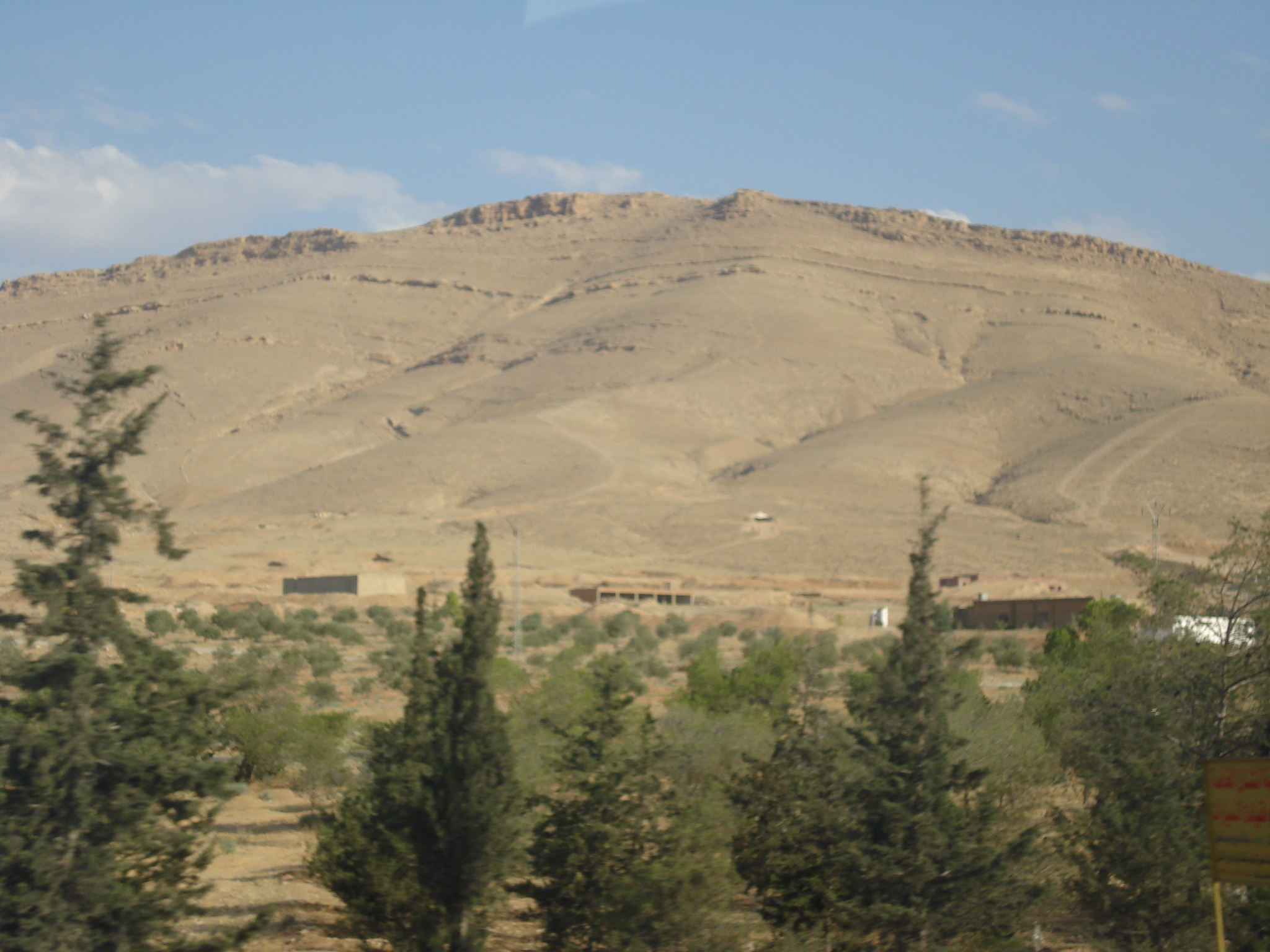
Las Montañas de Qalamun

### Batalla por las colinas
El 10 de febrero, el Ejército renovó su ofensiva contra los rebeldes en las montañas de Qalamun. El 12 de febrero, la Fuerza Aérea Siria lanzó 20 ataques aéreos en Yabrud, y el Ejército Sirio capturó el pueblo de al-Yarayir, al noroeste de Yabrud, cerca de la frontera libanesa. El día siguiente, según el periódico progubernamental al-Watan, el Ejército capturó el pueblo de Sahel, la carretera de al-Arid, Qamieh y al-Kornish, varias regiones alrededor de Yabrud.
Sobre el 20 de febrero, los rebeldes prepararon una emboscada a un convoy de Hezbolá cerca de la frontera con el Líbano mientras éstos se dirigían al frente. Murieron 27 combatientes de Hezbolá. A finales de febrero, según un comandante de Hezbolá, las fuerzas gubernamentales habían capturado el 70% de las montañas.
El 26 de febrero, un comandante rebelde murió en las afueras de Yabrud. Los opositores aseguraron que la ofensiva gubernamental en la región de las Granjas de Rima no había podido forzar un avance. El 27 de febrero, el gobierno capturó dos colinas estratégicas cerca de Yabrud que estaban siendo usadas por rebeldes como rutas de suministros. El 28 de febrero, fuentes rebeldes aseguraron que sus fuerzas habían capturado la colina "Bandera" y que las fuerzas de Hezbolá se habían retirado del frente de Sahel.
El 3 de marzo, según la red de noticias iraní Al-Alam, las fuerzas gubernamentales recapturaron Sahel y la colina estratégica de Al-Kuwaiti. Un periodista del canal de televisión de Hezbolá Al-Manar informó en directo desde el pueblo. Las fuerzas gubernamentales fueron reforzadas por una milicia iraquí para el asalto. 17 rebeldes, 15 soldados gubernamentales y cuatro combatientes de Hezbolá murieron durante los combates del día y 30 rebeldes fueron capturados. Uno de los rebeldes muertos era Hussein Mohammad Ammoun, organizador el mes anterior en el Líbano de un complot con coche bomba en el que estaba involucrada una terrorista.
El 4 de marzo, la lucha proseguía en la zona de Sahel y varios periodistas fueron llevados en un recorrido por el pueblo. Un comandante militar declaró que el Ejército había capturado varias colinas y posiciones estratégicas en las afueras de Yabrud. Al norte de Yabrud, en la zona de Rima, los helicópteros bombardearon posiciones rebeldes usando bombas de barril.
El 5 de marzo, las fuerzas gubernamentales en Sahel se prepararon para avanzar hacia Flita y Ras al-Ma'ara. El día siguiente, lanzaron su ofensiva contra Yabrud y capturaron las colinas "Kuwait" y "Qatar", cerca de la ciudad, así como varias zonas en la región de las Granjas de Rima. 17 rebeldes y 15 soldados murieron en los combates. Además, las fuerzas gubernamentales también capturaron el polígono industrial de Yabrud, al oeste de la ciudad.
El 7 de marzo, 18 rebeldes más, 11 soldados y un combatientes de Hezbolá murieron luchando en las afueras de Yabrud. El 9 de marzo, las monjas capturadas por los rebeldes en Malula y retenidas durante más de tres meses en Yabrud fueron liberadas y se dirigieron a Damasco vía el Líbano. Para entonces, según cadenas de TV pro-opositoras, 200 combatientes gubernamentales habían muerto desde el inicio de la ofensiva. According to a Hezbolá website, 40 Hezbolá fighters had been killed by 7 March.
El 11 de marzo, tras casi un mes de combates, las fuerzas gubernamentales capturaron la región de las Granjas de Rima, posicionándose directamente frente a Yabrud.

### Batalla de Yabrud
El 14 de marzo, luchadores de Hezbolá se acercaron a Yabrud desde el oeste como distracción. Mientras, las tropas del ejército atacaron desde el este, con apoyo de fuego proporcionado a ambas fuerzas. Los rebeldes quedaron atrapados en un movimiento de pinza y sometidos a intensos bombardeos. El Ejército alcanzó pronto las afueras orientales de la ciudad. Durante la batalla, comandos de Hezbolá llevaron a cabo un asalto en el que mataron a 13 líderes rebeldes, incluyendo el subcomandante del Frente Al-Nusra en Qalamun, el kuwaití Abu Azzam al-Kuwaiti. El asalto y la falta repentina de liderazgo dejó a las fuerzas rebeldes desorientadas.
Mientras tanto, el Ejército expulsó a los rebeldes de la colina de Aqaba, en las afueras al este de Yabrud. Su captura forzó a los rebeldes a retirarse hacia sus bases en la retaguardia. Las fuerzas gubernamentales empezaron a entrar en Yabrud desde el este y avanzaron a lo largo de la calle principal de la ciudad. Mientras, los rebeldes se retiraron a Rankus. Los combates continuaban en el extremo norte, entre Yabrud y Sahel.
El 15 de marzo se seguían librando combates en la entrada oriental de la ciudad, debido a los refuerzos enviados por rebeldes, que habían conseguido reagruparse. Por su parte, los combatientes de Hezbolá luchaban dentro del mismo pueblo. Según una fuente militar, las tropas gubernamentales avanzaron "cientos de metros dentro de Yabrud", y durante el día se llevaron a cabo un total de 15 ataques aéreos contra la ciudad. Uno de los grupos rebeldes más fuertes fue enviado a defender la colina de San Marón, al este del pueblo. Los rebeldes quedaron sorprendidos cuando, sin embargo, el Ejército se hizo con el control de la colina sin resistencia alguna. Con esta captura, el Ejército había logrado capturar todas las colinas alrededor del pueblo. La falta de resistencia hizo sospechar a los rebeldes que el grupo rebelde a cargo de su defensa había pactado con las fuerzas gubernamentales. El Ejército controlaba por tanto la entrada este, así como la periferia noreste de Yabrud.
Más tarde ese día, la televisión estatal informó que las fuerzas gubernamentales habían avanzado dos kilómetros en el pueblo, hacia una rotonda. Por su parte, el OSDH] negó este avance se hubiera producido. Por la noche, los comandantes rebeldes mantuvieron una reunión en la que decidieron abandonar Yabrud, exceptuando el Frente al-Nusra, que decidió quedarse y luchar.
El 16 de marzo, las tropas sirias, respaldadas por Hezbolá, capturaron la mayor parte de Yabrud, tras entrar por la zona este del pueblo la noche anterior. El Ejército aseguró la plaza central, la Gran Mezquita de Al-Ajzar y la iglesia católica del pueblo. La mayor parte de las fuerzas opositoras se retiró al alba. 1 000 rebeldes se retiraron al área fronteriza montañosa cerca del pueblo libanés de Arsal. Otros huyeron a los pueblos cercanos de Rankus, Flita y Hosh Arab. Unos 1 000 combatientes del Frente al-Nusra se quedaron en el pueblo para luchar hasta la muerte. Los luchadores intentaban arrastrar a las tropas del Ejército a la guerra urbana, donde creían tener ventaja. Sin embargo, a estas alturas, las líneas de suministro rebeldes hacia el pueblo habían sido cortadas y las armas que habían sido prometidas a las fuerzas rebeldes nunca llegaron. A medida que el Ejército se movía hacia Yabrud, la Fuerza Aérea lanzó cuatro cohetes cerca de las colinas de Arsal, con el posible objetivo de atacar a los contrabandistas que suministraban a los rebeldes de la zona. En total, la Fuerza Aérea llevó a cabo 20 ataques aéreos durante el día entre Yabrud y las afueras de Arsal, tras la llegada de centenares de rebeldes en el área.
Hacia el mediodía, los combatientes de al-Nusra se retiraron también del pueblo. Fuentes militares indicaron que entre 500 y 1 000 rebeldes habían muerto desde el inicio de la operación para capturar Yabrud. La pérdida del pueblo se vio como un duro golpe simbólico, además de práctico, para la oposición. Debido a la pérdida de Yabrud, los rebeldes no tenían ninguna forma de suministrar a sus fuerzas en Damasco Rural, donde las fuerzas gubernamentales estaban rodeando una serie de zonas controladas por rebeldes, negándoles alimentos, electricidad y agua potable. Según una fuente de seguridad, el siguiente objetivo del Ejército sería Rankus y Flita. Más tarde ese día, el Ministro de Defensa Sirio, el general Fahed Yasem al-Freiy, hizo una inspección de las tropas gubernamentales en Yabrud. Por la noche las fuerzas opositoras se habían retirado por completo de la zona y se estaban dirigiendo hacia pueblos cercanos, en concreto, a las llanuras de Rankus.
Según una fuente del Ejército Sirio, 1.400 rebeldes del ELS, Ahrar al-Sham y otros grupos rebeldes huyeron de Yabrud en los días 15 y 16. Durante la batalla final por Yabrud, murieron 19 combatientes de Hezbolá. En la batalla, la ciudad fue bombardeada constantemente por artillería pesada. El bombardeo fue de tal magnitud que en un incidente, un grupo de 14 rebeldes fue golpeado, y solo dos sobrevivieron.

## Continuación de las operaciones

### Captura de Ras al-Ain
El 17 de marzo el Ejército libanés envió comandos a la frontera siria, mientras los rebeldes seguían huyendo hacia el Líbano tras la caída de Yabrud. Los militares libaneses detuvieron a 15 rebeldes que intentaban alcanzar el Líbano por la región de Wadi Jaled, en el noreste del Distrito de Accar. Las fuerzas gubernamentales bombardearon Flita, como preparación para asaltar las últimas áreas rebeldes en las montañas de Qalamun, que incluían Ras al-Maarra y Flita, al noroeste de Yabrud, y Rankus al sur. Durante la noche, una fuente progubernamental informó que las tropas habían conseguido atravesar las líneas del frente en Ras al-Maarra.
El 18 de marzo, surgieron varios rumores no confirmados en ciudades de las montañas de Qalamun, que aseguraban que existía la voluntad de negociar con las fuerzas gubernamentales para ahorrarles a numerosas ciudades al sur de Yabrud, incluyendo Malula, los daños de una ofensiva militar. Las tropas gubernamentales avanzaron hacia Ras al-Ain, al suroeste de Yabrud, y capturaron varias colinas con vistas al pueblo. Más tarde se informó que el Ejército y Hezbolá habían llegado a Ras al-Ain y estaban avanzando. Mientras tanto, al noroeste de Yabrud, el Ejército entró en Ras al-Maarra y capturó gran parte del pueblo.
El 19 de marzo, el frente central rebelde en las montañas se colapsó, y el Ejército capturó Ras al-Ain, tras dos días de combates. En el pueblo se hicieron con el control de una fábrica en la que se fabricaban artefactos explosivos, incluyendo coches comba con matrícula libanesa.

### Captura de Flita y Ras Al-Maara
Mientras tanto, duros combates tomaban lugar en un punto de control cerca de Rankus, y en los pueblos de Bjaa y Yobeh. Más tarde surgieron enfrentamientos en el propio pueblo de Rankus. El comandante rebelde Abu Omar Al-Farouq aseguró, por medio de la página pro-opositora "Syria Newsdesk", que "docenas de batallones" estaban estacionados en las colinas circundantes a Yabrud y que "estaban esperando órdenes para moverse hacia la ciudad", aunque admitió que la retirada previa de Yabrud había causado un estado de confusión entre los rebeldes, que habían "dividido y dispersado sus fuerzas".
El 23 de marzo, una unidad especial de Hezbolá se infiltró 11 kilómetros en territorio rebelde y plantó bombas dentro del jardín de una casa frecuentada por tres rebeldes expertos en la fabricación de coches bomba: Ahmad Ali Hamra, Farid Mohammad Jeir Jumaa y Husam Masud Hamud. Cuando los expertos llegaron, junto con cuatro guardaespaldas, las bombas fueron detonadas, matando a los siete hombres.
El 28 de marzo, los rebeldes en Flita llegaron al borde del colapso y el día siguiente, el Ejército capturó Flita y Ras Al-Maara, dejando a Rankus como la única ciudad que el gobierno necesitaba capturar antes de cortar por completo los suministros rebeldes entre el Líbano y Qalamun.

### Captura de Rankus
El 31 de marzo, el OSDH informó que un Coronel había muerto en los enfrentamientos y dos días más tarde, según también el OSDH, "una docena" de combatientes gubernamentales murieron y fueron heridos en una emboscada rebelde. Además, dos rebeldes murieron en los combates.
El 7 de abril, estallaron enfrentamientos en al-Sarja, cerca de Rankus, con el consiguiente avance de las fuerzas gubernamentales. Más tarde, la Agencia de Noticias Fars informó que el Ejército había conseguido capturar al-Sarja y, por tanto, había roto la primera línea de defensa rebelde de Rankus. El avance fue confirmado por el OSDH.
El 8 de abril, el Ejército capturó el Observatorio de Sednaya, cercano a  Rankus, tras una batalla en la que murieron 15 combatientes rebeldes. Más tarde, estallaron combates en las afueras de Rankus, que se saldaron con la muerte de un comandante rebelde. La agencia de noticias estatal aseguró que las fuerzas gubernamentales habían capturado una colina cercana y varios vecindarios de Rankus. Una fuente militar indicó que los rebeldes estaban dispuestos a rendirse y entregar Rankus tras sus sucesivas derrotas en la región de Qalamun. En al-Sarja el frente seguía estando justo al norte de la villa. Durante todo este tiempo, los rebeldes se fueron retirando hacia Zabadani, más al sur, preparándose para una última resistencia ante las fuerzas gubernamentales.
El 9 de abril, el ejército entró en el área de Rankus, estallando subsecuentamente duros combates y un reportero finalmente informó que los militares habían capturado la localidad. El OSDH después también confirmó que las fuerzas gubernamentales habían capturado Rankus, afirmando que al entrar en la ciudad no había fuerzas rebeldes en Rankus después de una tregua se alcanzó un par de días antes entre algunos de los residentes de la ciudad y el gobierno, por lo que los residentes exigieron a los rebeldes a abandonar la ciudad. Según los informes, 140 rebeldes murieron durante la batalla por la población, incluido un comandante iraquí de al-Nusra, Abu Talha al-Baghdadi. Clashes continued on the edges of Rankus.

### Movimientos finales
El 13 de abril, la televisión estatal indicó que el ejército había capturado varios montes cercanos a Rankus.
El 14 de abril, el Ejército capturó Al-Sarja y recapturó Malula. Mientras ambos bandos se enfrentaban en Malula, murieron tres periodistas de Al-Manar TV, cadena favorable a Hezbolá. Además, cuatro soldados que intentaban rescatar a los periodistas murieron también. Las tropas gubernamentales aseguraron las villas de Yibbeh y Ybaadin.
El 15 de abril, el Ejército capturó Asal al-Ward, tras la rendición o retirada de los rebeldes. El Ejército continuó su avance y capturó Hawsh Arab esa noche. Los militares continuaban enfrentándose a varios reductos de resistencia rebelde en una mezquita de Malula. El día siguiente terminaron de despejar la zona de militantes.
El 16 de abril, el canal progubernamental Al Mayadeen informó que el Ejército había capturado el pueblo de Talfita.
El 20 de abril, el presidente Bashar al-Asad visitó Malula, aprovechando la fiesta de Pascua. Dos días más tarde, el Ejército capturó el pueblo de al-Ma’moura.
El 26 de abril, los rebeldes en Zabadani se rindieron, y el Ejército capturó el pueblo, tomando así el último bastión rebelde en la región de Qalamun y en la frontera con el Líbano.

## Consecuencias posteriores
A finales de junio de 2014, tras varios ataques de guerra de guerrillas por los restos de las fuerzas rebeldes en las montañas, el Ejército Sirio y Hezbolá lanzaron otra ofensiva para limpiar la zona de todos los rebeldes restantes. La situación se agravó a principios de agosto, cuando los rebeldes entraron en conflicto directo con el ejército libanés en el lado libanés de la frontera, en el pueblo de Arsal.